# HATS-43
HATS-43, TOI-434 — одиночная звезда в созвездии Голубя на расстоянии около 1167 световых лет (около 358 парсек) от Солнца. Видимая звёздная величина звезды — +13,593m. Возраст звезды определён как около 8,6 млрд лет.
Вокруг звезды обращается, как минимум, одна планета.

## Характеристики
HATS-43 — оранжевый карлик спектрального класса K0V. Масса — около 0,837 солнечной, радиус — около 0,92 солнечного, светимость — около 0,479 солнечной. Эффективная температура — около 5079 K.

## Планетная система
В 2017 году командой астрономов, работающих в рамках обзора HATSouth, было объявлено об открытии планеты HATS-43 b.